# Persil des moissons
Petroselinum segetum
Espèce
Classification phylogénétique
Le persil des moissons ou berle des blés (Petroselinum segetum) est une espèce de plantes à fleurs de la famille des Apiacées. C'est une plante herbacée trouvée en Europe.

## Synonyme
- Sison segetum L., 1753

## Description

### Caractéristiques
- Organes reproducteurs
  - Couleur dominante des fleurs : blanc
  - Période de floraison : août-octobre
  - Inflorescence : ombelle d'ombellules
  - Sexualité : hermaphrodite
  - Ordre de maturation :
  - Pollinisation : entomogame
- Graine
  - Fruit : akène
  - Dissémination : barochore
- Habitat et répartition
  - Habitat type : friches vivaces mésoxérophiles, médioeuropéennes
  - Aire de répartition : européen occidental

Données d'après : Julve, Ph., 1998 ff. - Baseflor. Index botanique, écologique et chorologique de la flore de France. Version : 23 avril 2004.